# Escudo de Proaza

El escudo del concejo de Proaza (Asturias) cortado y medio partido en dos partes.
En el primer cuartel cortado, sobre campo de azur se nos muestra la Cruz de los Ángeles, de oro y piedras preciosas, en clara muestra de su dependencia de la mitra Ovetense durante siglos.
En el primer cuartel partido, se representan dos torres de oro almenadas sobre terrasado de sinople. Este cuarto representa las dos fortalezas medievales situadas a orilla del río Trubia.
En el segundo cuartel partido, seis flores de lis en campo de gules y recuadro inferior con orla de plata y campo de azur con cinco flores de lis, puestas en aspa. De este cuartel se desconocen los motivos de su inclusión en el escudo, pudiendo ser una mala interpretación de las armas de Prada o Vázquez de Prada.
De la misma forma que la mayoría de los municipios Asturianos, el escudo carece de sanción legal oportuna, siendo utilizado por el ayuntamiento sin aprobación reconocida. Fue inventado por Octavio Bellmunt y Fermín Canella para ilustrar su obra "Asturias".
- Datos: Q5691555